# Die Zeiger der Uhr
"Die Zeiger der Uhr" (tradução portuguesa "Os ponteiros do relógio") foi a canção que representou a Alemanha no Festival Eurovisão da Canção 1966 que se realizou no Luxemburgo.
A referida canção foi interpretada em alemão por Margot Eskens.Foi a primeira canção a ser interpretada na noite do festival, antes da canção dinamarquesa "Stop - mens legen er go'", interpretada por Ulla Pia. A canção alemã terminou a competição em 10.º lugar, recebendo um total de 7 pontos. No ano seguinte, em 1967, a Alemanha foi representada com o tema "Anouschka", interpretada por Inge Brück

## Autores
A canção tinha letra de Hans Bradtke, música de Walter Dobschinski e foi orquestrada por Willy Berking.

## Letra
A canção é uma balada, com Eskens cantando sobre os sentimentos originados por velhas cartas de amor e de fotografias de uma antiga relação amorosa. Ela explica, contudo que "os ponteiros do relógio só giram para a frente e nunca para trás.".